# منطقه ۱۲ شهرداری تهران
منطقه ۱۲ شهرداری تهران، از مناطق قدیمی شهری در مرکز  تهران است.منطقه ۱۲ به گونه ای مرز بین مرکز و شرق تهران به حساب می آید. از شمال به خیابان انقلاب، از غرب به خیابان حافظ و خیابان وحدت اسلامی و از جنوب به خیابان شوش و از شرق به خیابان ۱۷ شهریور و اتوبان شهید محلاتی محدود می‌شود.منطقه دوازده از شمال با مناطق هفت و شش، از شرق با مناطق سیزده و چهاردهٰ، از جنوب با مناطق پانزده و شانزده و از غرب با منطقه یازده همجوار است.منطقه دوازده شهرداری تا سال ۱۴۰۰ به شش ناحیه و سیزده محله تقسیم شده‌است. از جمله محله‌های مطرح آن می‌توان اشاره کرد به امامزاده یحیی، دروازه شمیران، بهارستان، پامنار، سنگلج 
 
قدمت سکونتگاهی آن به دوره صفویه بازمی‌گردد و دوره قاجاریه این منطقه از شهر تهران به عنوان مرکز دارالخلافه برگزیده می‌شود. مستند به گزارش‌های تاریخی عمده رشد و توسعه کالبدی و اجتماعی این منطقه در دوره قاجاریه است. به اعتبار این قدمت و تعدد و تنوع مراکز فرهنگی، تاریخی، امکان مذهبی و تجاری قدیمی از منطقه دوازده شهرداری تهران به عنوان قلب تاریخی تهران یاد می‌شود.به عنوان یکی از مناطق مهم تهران برای جذب گردشگراز اقصی نقاط تهران و ایران و گردشگراان خارجی است. بنا به گزارش‌هایی در ایام تعطیلات نوروز در سال‌ها متوالی قریب چند هزار نفراز مراکز و امکان متعدد گردشگری و تاریخی منطقه دوازده تهران بازدید کردند.
  منطقه دوازده تهران بیش از سیصد اثر تاریخی دارد که درصد قابل توجهی از آن‌ها به عنوان آثار ملی به ثبت رسیدند. از جمله می‌توان به این موارد اشاره کرد. کاخ گلستان، بازار، مسجد جامع بازار، مسجد شاه، مدرسه ژاندارک، کلیسای ژاندارک، امامزاده سید نصرالدین، میدان توپخانه، سبزه میدان، دارالفنون، میدان مشق، سر در باغ ملی، عمارت مسعودیه، خیابان سی تیر (معروف به گذر ادیان)، باغ نگارستان، مدرسه عالی شهید مطهری، مسجد سپهسالار، مدرسه مروی، کاروانسرای خانات، حمام نواب، خانه مستوفی‌الممالک، مدرسه فیروز بهرام، مسجد حکیم‌باشی و…

## تاریخچه
عمده سابقه تاریخی و تمدنی منطقه دوازده شهرداری تهران به قدمت پایتخت شدن تهران بازمی‌گردد.
دوره صفویه و زندیه
به دلیل آنکه دوره صفویه و زندیه پایتخت سیاسی در شهرهای شیراز و اصفهان بود، بسط و گسترش تهران و مناطق آن چندان مورد توجه نبود.
- مستند به گزارش‌هایی پیش از دودمان قاجار، در دوره شاه تهماسب صفوی و شاه عباس اول بناها و مراکزی در محدوده کنونی منطقه دوازده شهرداری تهران بنیاد گذاشته شده بود. از آن جمله می‌توان به احداث چهار دروازه بر تهران قدیم به دستور شاه تهماسب اشاره کرد که این چهار دروازده در محدوده منطقه یازده و دوازده کنونی تهران قرار داشتند.[۴] چهار دروازده احداث شده در دوره شاه تهماسب از شمال به میدان توپخانه و خیابان سپه، از جنوب به خیابان مولوی، از شرق به خیابان ری و از غرب به شاپور (نام‌ها اشاره با اسامی فعلی) محدود می‌شد.[۴]
- همچنین در دوره شاه عباس اول در محدوده کنونی منطقه دوازده شهرداری تهران باغی به نام «چهارباغ» احداث شد.[۴] بعدها در همین منطقه و محدوده چهار باغ عباسی کریم‌خان زند دستور احداث یک دیوانخانه را صادر کرد.[۵] در نهایت در دوره قاجاریه در همین محدوده چهارباغ عباسی عهده صفویه و دیوانخانه کریم‌خان زند، بنای کاخ گلستان گذاشته شد. هم‌اکنون هم بقایی از آن دیوانخانه کریمخان زنده معروف با خلوت کریمخانی در محوطه کاخ گلستان برجای مانده‌است.[۵]

دوره قاجاریه
رشد کالبدی و اجتماعی و فرهنگی منطقه دوازده شهرداری تهران در دوره قاجاریه آغاز شد.
- روز ۲۲ فرودین ۱۱۶۵ برابر با ۱۱ جمادی الثانی ۱۲۰۰ هجری قمری همزمان با عید نوروز آغا محمدخان قاجار به چنارستان شاه‌عباسی و خلوت خانه کریم‌خانی تاج سلطنت ایران را بر سر گذاشت. او تاج به سرگذاشت و تهران نیز از پس سه قرن حیات شهری، رخت پایتختی به تن کرد.[۵] از همین دوران است که بسط و گسترش کالبدی و اجتماعی و سیاسی منطقه کنونی دوازه شهرداری تهران به عنوان مرکز دارالخلافه رقم خورد.[۱۳] مستند به گزارش‌های تاریخی در دوره حکمرانی آقامحمدخان قاجار بنای ایوان تخت مرمر در این محدوده گذاشته شد.[۱۳] بسط و گسترش مرکز دارالخلافه قاجاریه که محدوده کنونی منطقه دوازده شهرداری تهران است تا پایان دوره قاجار ادامه یافت و هر به تعبیر سعدی در گلستان هرکه آمد عمارتی نو ساخت.[۱۳]
- در زمان فتحعلی‌شاه بناهای متعددی از جمله مسجد شاه، مسجد سید عزیزالله، مدرسه مروی، قصر قاجار، باغ نگارستان و لاله‌زار نام برد.[۱۳] شهر تهران در اوایل سلطنت ناصرالدین شاه (۱۲۲۹ خورشیدی) از چهار محله قدیمی به نام‌های عودلاجان (محله اعیان نشین) چال میدان، بازار و سنگلج تشکیل شده بود. هر یک از محله‌ها به وسیله یک دروازه به خارج شهر ارتباط می‌یافتند و دروازه ارگ را که در شمال دیوار ارگ واقع شده بود دروازه دولت نامیدند". در طول سلطنت ناصرالدین شاه تهران توسعه زیادی پیدا کرد. اقدامات اصلاحی امیرکبیر نقش مهمی در این توسعه داشت. به دستور امیرکبیر قلعه ارگ تجدید عمارت شد و کوچه‌ها برای حرکت کالسکه‌ها عریض گردید و شهر در همه زمینه‌ها نظم بهتری یافت. به‌طور کلی در دوره ناصرالدین شاه در داخل و خارج حصار شهر بناهای زیادی ساخته شد.[۱۴] در مسیر توسعه و رشد کالبدی و اجتماعی محدوده کنونی منطقه دوازده شهرداری تهران به عنوان مرکز سیاسی دارالخلافه اقدام‌های میرزا تقی‌خان امیر کبیر بسیار مؤثر بود. به همت او بناهای متعددی در محدوده مرکز دارالخلافه ایجاد شد که از جمله می‌توان به اشاره کرد به اجداث مدرسه دارالفنون، بازار امیر، بازار کفاش‌ها (در محدوده کنونی بازار بزرگ تهران) سرای امیر. از دیگر بناهای مهم دوره سلطنت ناصرالدین شاه می‌توان باغ گلستان، باغ و قصر سلطنت‌آباد، مدرسه سپهسالار مسجد سپهسالار، باغ فردوس، میدان امین‌السلطان، شمس العماره و … نام برد که برخی از این بناها در محدوده منطقه دوازده شهرداری تهران قرار دارد. در همین دوره است که محله سنگلج و بازار بزرگ تاسیس شد.[۱۳]

دوره پهلوی
دوره کنونی (۱۳۵۷–۱۴۰۰)

## اطلاعات عمومی
محدوده
از شمال به خیابان انقلاب، از غرب به خیابان حافظ و خیابان وحدت اسلامی و از جنوب به خیابان شوش و از شرق به خیابان ۱۷ شهریور و اتوبان شهید محلاتی محدود می‌شود. منطقه دوازده از شمال با مناطق هفت و شش، از شرق با مناطق سیزده و چهاردهٰ، از جنوب با مناطق پانزده و شانزده و از غرب با منطقه یازده همجوار است.
مساحت و جمعیت
جمعیت منطقه ۱۲ شهر تهران بر اساس سرشماری نفوس و مسکن انجام شده توسط مرکز آمار ایران در سال ۱۳۹۰ به نقل از سایت شهرداری تهران، جمعیت کل منطقه بالغ بر ۲۳۹٬۶۱۱ نفر است. از این میزان ۱۲۱٬۹۳۷ نفر زن و ۱۱۷٬۶۷۴ نفر مرد است. مجموع خانوار ساکن در منطقه دوازده ۷۸٬۵۰۶ خانوار اعلام شده‌است. همچنین مستند به گزارشی دیگر جمعیت این منطقه براساس سرشماری سال ۱۳۹۰ ایران، ۲۴۰٬۷۲۰ نفر (۷۶٬۶۲۸ خانوار) شامل ۱۲۲٬۱۴۱ مرد و ۱۱۸٬۵۷۹ زن است. همچنین وسعت منطقه ۱۶۰۰٬۸۲۳۵ هکتار عنوان شده‌است.
ویژگی
منطقه دوازده شهرداری تهران از حیث سابقه و قدمت تاریخی و دارا بودن بناهای متعدد تاریخی، همچین حکومتی و سیاسی به دلیل شمار قابل توجهی از مراکز سیاسی و حکومتی، وجود سفارتخانه کشورهای دیگر در این منطقه و نیز از جهت اقتصاد و تبادلات مالی و تجاری حائز اهمیت است. از سویی دیگر این منطقه از دیر باز یکی از مناطق قابل توجه در رشد و پروش علمی و وجود مراکز علمی متعدد بوده‌است.
- همچنان که توضیح داده شد؛ قدمت سکونتگاهی آن به دوره صفویه بازمی‌گردد و دوره قاجاریه این منطقه از شهر تهران به عنوان مرکز دارالخلافه برگزیده می‌شود. مستند به گزارش‌های تاریخی عمده رشد و توسعه کالبدی و اجتماعی این منطقه در دوره قاجاریه است.[۴][۵] به اعتبار این قدمت و تعدد و تنوع مراکز فرهنگی، تاریخی، امکان مذهبی و تجاری قدیمی از منطقه دوازده شهرداری تهران به عنوان قلب تاریخی تهران یاد می‌شود.[۶]به عنوان یکی از مناطق مهم تهران برای جذب گردشگر[۷]از اقصی نقاط تهران و ایران و گردشگراان خارجی است.[۸] بنا به گزارش‌هایی در ایام تعطیلات نوروز در سال‌ها متوالی قریب چند هزار نفر[۹]از مراکز و امکان متعدد گردشگری و تاریخی منطقه دوازده تهران بازدید کردند.[۱۰]
- از ویژگی‌های مهم منطقه قرار گرفتن بازار تهران به عنوان مرکز مبادلات تجاری تهران، نقش آن را برجسته کرده‌است. علاوه بر بازار بزرگ تهران، در محدوده و محله‌های مختلف منطقه دوازده اصناف گوناگونی به‌طور متمرکز به فعالیت مشغول هستند؛ اصطلاحاً راسته برخی از کالاها در محدوده این منطقه است. از جمله می‌توان به موارد زیر اشاره کرد.[۱۸]

- سبزه میدان - طلا و جواهر
- منوچهری - کیف و چمدان
- صف - کیف و کفش
- فردوسی - چرم و ارز
- انقلاب - کفش
- مصطفی خمینی - فرش
- سه راه امین حضور - بورس لوازم خانگی
- مولوی - پرده و پارچه
- جمهوری و ملت - چاپ و نشر
- صاحب جم - مواد شوینده
- روشندلان - پارچه رو مبلی
- پل چوبی - تزئینات داخلی ساختمان

- همچنین شمار قابل توجهی از مراکز و نهادهای دولتی، وزارتخانه‌ها و سفارتخانه‌ها در این منطقه قرار دارد.[۱۷] از جمله می‌توان به ساختمان مراکز سیاسی و حکومتی زیر اشاره کرد.[۱۹]

- ساختمان مجلس شورای اسلامی
- ساختمان شهرداری تهران
- ساختمان وزارت دادگستری
- ساختمان وزارت امورخارجه
- ساختمان وزارت امور اقتصاد و دارایی
- بنای وزارت فرهنگ و ارشاد اسلامی
- سازمان ثبت اسناد و املاک کشور
- روزنامه رسمی
- سفارت روسیه
- سفارت انگلستان
- سفارت آلمان
- سفارت دانمارک
- سفارت ترکیه

## محله‌ها
منطقه دوازده شهرداری تا سال ۱۴۰۰ به شش ناحیه و سیزده محله تقسیم شده‌است. از جمله محله‌های مطرح آن می‌توان اشاره کرد به امامزاده یحیی، بهارستان، دروازه شمیران، پامنار، سنگلج
- امامزاده یحیی
- عودلاجان
- دروازه شمیران
- بهارستان
- پامنار
- سنگلج
- ایران
- فردوسی
- آبشار
- بازار
- قیام
- کوثر
- هرندی
- تختی

## مراکز مهم
منطقه دوازده شهرداری بیش از سیصد بنای تاریخی دارد که شمار قابل توجهی از این آثار به ثبت ملی رسیده‌است.

### مراکز تاریخی
منطقه دوازده شهرداری تهران به عنوان قلب گردشگری پایتخت ایران یاد می‌شود. در این منطقه از دوره قاجار، پهلوی اول و دوم تا کنون آثار متعددی اعم از کاخ، باغ، مدرسه، مسجد، کلیسا و معبد و کنیسه و … برجای مانده‌است. در این‌جا برخی از آن‌ها معرفی می‌شوند.
- کاخ گلستان
- بازار
- مسجد جامع بازار
- مسجد شاه
- مدرسه ژاندارک
- کلیسای ژاندارک
- امامزاده سید نصرالدین
- میدان توپخانه
- سبزه میدان
- دارالفنون
- میدان مشق
- سر در باغ ملی
- عمارت مسعودیه
- خیابان سی تیر (معروف به گذر ادیان)
- باغ نگارستان
- مدرسه سپهسالار
- مسجد سپهسالار
- مدرسه مروی
- کاروانسرای خانات
- حمام نواب
- خانه مستوفی‌الممالک
- مدرسه فیروز بهرام
- مسجد حکیم‌باشی
- مسجد و مدرسه معیرالممالک
- خانه مشیرالدوله پیرنیا
- خانه فخرالدوله

### موزه‌ها
برخی از بناهای تاریخی موجود در منطقه دوازده شهرداری تهران به عنوان موزه نیز مورد استفاده و کاربری قرار گرفته‌است. در این‌جا برخی از آن‌ها معرفی می‌شود.
- موزه آبگینه و سفالینه
- موزه علی‌اکبر صنعتی
- موزه ایران باستان
- موزه ارتباطات
- موزه دوران اسلامی
- موزه سکه تهران
- خانه و موزه محمدعلی رجایی
- موزه صلح تهران
- موزه علوم و فناوری ایران
- موزه ملی ایران
- موزه عبرت
- موزه نگارستان
- خانه موزه شهید مدرس

### دیگر مراکز
در این منطقه مراکز متعدد فرهنگی و تجاری فعالیت می‌کنند.
- پردیس سینمایی چارسو
- پردیس سینمایی شکوفه
- بانک مرکزی
- بانک ملی مرکزی
- بانک مسکن مرکزی
- بانک سپه مرکزی
- پارک شهر
- تماشاخانه سنگلج

## حمل و نقل عمومی
منطقه دوازده شهرداری تهران به دلیل واقع شدن در بافت تاریخی و مرکزیت شهر از وضعیت ترافیکی متفاوتی نسبت به دیگر مناطق تهران برخوردار است. این منطقه دارای ۵۶٫۳۹ کیلومتر معابر شریانی، ۶۹٫۱۹ کیومتر معابر جمع و پخش‌کننده محلی، ۴ پایانه اتوبوس‌رانی و تاکسی‌رانی درون‌شهری، ۵ کیلومتر مسیر دوچرخه‌سواری، ۴٫۳۲ کیلومتر پیاده‌راه، ۱۹۲ ایستگاه تاکسی و اتوبوس و دارای ظرفیت پارکینگ ۷۷۰۰ خودرو است. همچنین شهروندان و مسافران به این منطقه از طریق ایستگاه‌هایی در متروهای خط یک و دو به شبکه مترو تهران دسترسی دارند.
مترو

## مشاهیر
چهره‌های مطرحی در محله‌های منطقه دوازده تهران به دنیا آمدند و زیستند. در ادامه به برخی از آن‌ها اشاره می‌شود.
- سید حسن مدرس
- شیخ فضل‌الله نوری
- محمود حسابی
- رجب‌علی خیاط
- میرزا حسین‌خان سپهسالار
- علی‌اکبر صنعتی
- علامه علی‌اکبر دهخدا
- محمد مصدق
- ابوالحسن صبا
- هادی نجم‌آبادی
- مهدی الهی قمشه‌ای
- محمدعلی رجایی
- پروین اعتصامی
- حسن پیرنیا
- سید محمود طالقانی
- حسن وثوق
- سید ابوالقاسم کاشانی
- سید مجتبی نواب صفوی